# Etnohistoria
La etnohistoria es la rama de la historia y de la antropología que estudia a las comunidades originarias de una determinada región del mundo y su convivencia con otros grupos humanos, con la complejidad política e identitaria que ello representa. Relacionada con las nuevas corrientes históricas se ha enfocado también a las historias sociales que han sido relegadas; así, etnohistoria de las mujeres, de las imágenes, de los inmigrantes, entre otros.
La conjunción de historia y antropología o etnología, permite esclarecer el mundo del "otro", independientemente de que este se encuentre en el pasado o en el presente, se trate de un grupo marginado o dominante, posea o no escritura como forma comunicativa y de resguarde de la memoria.
Para su estudio se emplean las herramientas de trabajo de fuentes varias: 
- Escritos primarios: originales como escritura jeroglífica, códices, crónicas, cartas de relación, etc.
- Escritos secundarios: textos trabajados con base a las fuentes primarias y los documentos que a partir de ellas han generado otros y otras investigadoras.

La etnohistoria es la ciencia antropológica encargada de la reconstrucción histórico-cultural de los diferentes pueblos étnicos del mundo, mediante la reconstrucción de la cultura y las formas de vida antiguas a través de diferentes fuentes: los archivos, códices, historia oral e historia de vida de los pueblos estudiados
También tienen gran importancia las fuentes arqueológicas y su interpretación, así mismo las fuentes de primera mano recopiladas en campo, como son video, fotografía, grabaciones de entrevistas abiertas, cerradas, encuestas, música u otras formas donde están expresados los saberes, conocimiento de los diferentes grupos humanos. En esta vertiente metodológica han tenido un peso fundamental las herramientas técnicas y electrónicas. 
La etnohistoria visual se basa en las imágenes captadas y empleadas para la comprensión y estudio de los sucesos del pasado, muchos de los que llegan a nuestro presente y son por ello motivo de consulta con la gente de tradición o de quienes presenciaron o escucharon historias orales temáticas.
Metodológica y proyectivamente hay fuertes discusiones éticas sobre el manejo de información que se ha recabado en comunidad, debido a que en ocasiones no hay retribución moral ni económica con las personas de conocimiento o con la misma comunidad, que en muchas ocasiones sufren gran vulnerabilidad y difíciles condiciones de vida, volviendo así objetos a sujetos importantes de la historia universal, que se encuentran en un ámbito turístico, de místico atractivo y científico pero negados en sus demandas fundamentales.